# Кохання одне
«Кохання одне» — фільм 2007 року.

## Зміст
Коли перед весіллям Ольгу кинув наречений, вона зареклася виходити заміж. Пройшли роки. Вона вже сім років живе з Сергієм. У них є чарівна донька. Усе добре. Вона нарешті відходить від старої травми і вирішує оформити відносини з цивільним чоловіком. Та перед майбутньою подією вона випадково зустрічає того, хто кинув її, Дениса. Усе в її житті перевертається. Починається війна Дениса за кохання Ольги.